# Die Freudenspender
Die Freudenspender (auch: Benny & die Freudenspender) war eine deutsche Musikgruppe, die ausschließlich sogenannte Stimmungsmusik veröffentlichte.

## Hintergrund
Die Gruppe Freudenspender ist dem Schlager zuzuordnen und fiel vor allem durch ihre frivolen Texte sowie ihre Trinklieder auf. Die meisten Lieder wurden von Heinz Schumacher beziehungsweise unter dessen Alias Ronny Hein geschrieben. Weitere Songwriter waren Hans Werner, Joe Burgner (auch Karl Götz), Fred Arand, Dieter Rasch und Georg Rüßmann (als Wal Barny).
Die Gruppe veröffentlichte mehrere Singles über das deutsche Label Metronome zwischen 1961 und 1975 sowie Mitte der 1980er Jahre vier Singles mit Medleys über WPL. Mit ihrer Single Trink doch dem Kindchen die Milch nicht weg erreichte sie am 1. Februar 1962 Platz 23 der Charts.

## Diskografie
Singles
- 1961: Trink doch dem Kindchen die Milch nicht weg/Die schönsten Stunden (Metronome)
- 1962: Ich bau mir eine Peiplein (vom Bett bis an die Theke)/Wer noch niemals im Leben… (Metronome)
- 1964: Prost Prost Prösterchen/B: Ich möcht' heut' Nacht nicht gern allein sein (Metronome)
- 1964: Drei Tage vor dem Ersten/Die Kneipp-Kur (Metronome)
- 1965: Ohne Arbeit kann ich leben/Mach doch kein Theater (Metronome)
- 1966: Wir können doch jetzt noch nicht schlafen gehn/Ein Glas in der Hand (Metronome)
- 1967: Deine Frau braucht Schonung/Blasen Sie mal ins Röhrchen (Metronome)
- 1968: Wir sind die Matratzenschoner/Faß mich noch einmal an (Metronome)
- 1969: Wenn die Feuerwehr mit Bier spritzt/Gib dem Papi noch ein Bier (Metronome)
- 1970: Immer locker über'n Hocker/Holadihi Holadiho (Metronome)
- 1971: Wer schläft, der kündigt nicht/Heut' lassen wir die Puppen tanzen (Metronome)
- 1972: Uns kann die ganze Welt/Wer im Verkehr verkehrt verkehrt (Metronome)
- 1973: Bums dich fit (Wir bumsen auf die Pauke)/Das hat schon die Eva beim Adam probiert (Metronome)
- 1974: Wenn es juckt/Auch in Saarbrücken (Metronome)
- 1975: Der Eber hat 'ne Sau zur Frau/Komm, wir gehen schlafen (Metronome)
- 1984: Stimmung – Marsch (Potp)/Am Rhein beim Wein (Potp) (WPL)
- 1985: Feiern ist uns're Welt (Medley)/Jeder Treffer eine Zwölf (Medley) (WPL)
- unbekanntes Jahr: Potpurri (WPL)
- unbekanntes Jahr: Potpurri (WPL)